# Municipio de General Simón Bolívar
El Municipio de General Simón Bolívar es uno de los 39 municipios en que se divide el estado mexicano de Durango, ubicado en la Comarca Lagunera, su cabecera es la población de General Simón Bolívar.

## Geografía
El municipio de General Simón Bolívar se encuentra en la zona este del estado de Durango y al sur de la Comarca Lagunera, su extensión territorial es 3.470 kilómetros cuadrados y sus límites son al oeste con el municipio de Cuencamé, al noroeste con el municipio de Lerdo, al suroeste con el municipio de Santa Clara, al sureste con el municipio de San Juan de Guadalupe, al norte con el municipio de Torreón del estado de Coahuila y al sur con los municipios zacatecanos de Gral. Francisco R. Murguia y el municipio de Juan Aldama.

### Orografía e Hidrografía
El municipio es mayoritariamente montañoso y accidentado, en sus territorio se encuentran las serranías de Guadalupe, Concepción y la Candelaria, ubicadas en la zona noroeste, y en el extremo sur se encuentra la Sierra de Reyes, carcana a los límites con San Juan de Guadalupe, hacia el centro del municipio se encuentra una zona más llana por la que discurre el río Aguanaval, hacia donde descienden todas las serrenías, la altitud pasa desde 1550 m s. n. m. en las sierras hasta 100 m s. n. m. en el río Aguanaval.
La principal corriente del territorio es el río Aguanaval, al que descienden y se unen todas las corrientes menores de la región, las dos principales de estas son el río Santa Clara o Santiago que proveniente de Zacatecas en sentido sur-norte se une al Aguanaval en Huarichic y el arroyo Saucito o Mazamitote que también se une al Aguanaval en las cercanías del anterior. Todo el territorio de General Simón Bolívar pertenece íntegramente a la Cuenca del río Aguanaval y a la Región hidrológica Nazas-Aguanaval.

## Demografía
Según los resultados del Censo de Población y Vivienda de 2010 realizado por el Instituto Nacional de Estadística y Geografía, la población del municipio de General Simón Bolívar asciende a 10 629 habitantes, siendo de estos 5 290 hombres y 5 339 mujeres.

### Localidades
En el censo de 2020 el municipio de General Simón Bolívar contaba con 36 localidades.
| Código INEGI      | Localidad             | Población (2020) |
| ----------------- | --------------------- | ---------------- |
| 100060015         | San José de Zaragoza  | 1 362            |
| 100060001         | General Simón Bolívar | 1 337            |
| 100060023         | Ignacio Zaragoza      | 1 122            |
| Otras localidades | Otras localidades     | 6 217            |
| Total municipal   | Total municipal       | 10 038           |

## Política
El gobierno del municipio le corresponde al Ayuntamiento, que está integrado por el presidente municipal, el Síndico Municipal y un cabildo formado por siete regidores, de los cuales cuatro son electos por mayoría relativa y tres por el principio de representación proporcional, todos son electos mediante una planilla para un periodo de tres años que comienza el día 1 de septiembre del año de su elección, y no puede ser renovado para el periodo inmediato, pero si de manera no continua.

### Representación legislativa
Para la elección de Diputados locales al Congreso de Durango y Diputados federales a la Cámara de Diputados de México, el municipio de General Simón Bolívar se encuentra integrado en los siguientes distritos electorales:
Local:
- XIV Distrito Electoral Local de Durango con cabecera en Ciudad Lerdo.[9]

Federal:
- III Distrito Electoral Federal de Durango con cabecera en la ciudad de Guadalupe Victoria.[10]